# Sansankidé
Sansankidé è un comune rurale del Mali facente parte del circondario di Diéma, nella regione di Kayes.
Il comune è composto da 6 nuclei abitati:
- Kamissakidé
- Lecouraga
- Léwa- Khassonké
- Sambadigané
- Sangha-Madina
- Sansankidé